# Schlacht bei Orbetello
Les Avins – Löwen – Tornavento – Guetaria – Fontarrabie – Corbie – Diedenhofen 1639 – Turin – Arras 1640 – Aire-sur-la-Lys – La Marfée – Honnecourt – Barcelona – Cartagena – Diedenhofen 1643 – Rocroi – Orbetello – Fort Mardyck – Dünkirchen – Rethel – Bordeaux – Lens – Arras 1654 – Valenciennes – Dünenschlacht
Die Schlacht von Orbetello, auch bekannt als die Schlacht vor der Insel Giglio, war eine Seeschlacht im Französisch-Spanischen Krieg. Sie wurde am 14. Juni 1646 vor der spanischbeherrschten Stadt Orbetello an der toskanischen Küste im heutigen Italien zwischen einer französischen Flotte unter dem Admiral de Maillé-Brézé, Herzog von Fronsac und einer spanischen Flotte unter Miguel de Noronha, dem 4. Grafen von Linhares, geschlagen. De Noronha war entsendet worden, um die Seeblockade von Orbetello zu durchbrechen und die Stadt von der Belagerung zu befreien, die seit dem 12. Mai von einer französischen Armee unter dem Kommando von Thomas Franz von Savoyen aufrechterhalten wurde. Die Schlacht von Orbetello war in taktischer Hinsicht recht ungewöhnlich, da sie von Fregatten ausgetragen wurde, die in einer leichten Brise von Galeeren gezogen wurden.
Nach einem harten aber ergebnislosen Kampf, in dem Admiral de Maillé-Brézé getötet wurde, zog sich die französische Flotte nach Toulon zurück und überließ das Meer den Spaniern, die sich dazu entschieden, den Franzosen nicht nachzusetzen, um Orbetello zu befreien. Die spanischen Landstreitkräfte landeten mit dem Grafen von Linhares einige Tage später, scheiterten aber bei dem Versuch, die französischen Linien zu durchbrechen, sodass die Belagerung noch bis zum 24. Juli aufrechterhalten werden konnte. Zu diesem Zeitpunkt traf eine andere spanische Armee unter dem Marqués de Torrecuso und dem Herzog von Arcos ein, die aus dem Königreich Neapel über den Kirchenstaat gekommen war und auf ihrem Weg die französischen Truppen zum Rückzug unter schweren Verlusten gezwungen hatte.

## Hintergrund

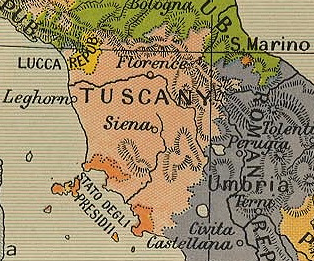
Karte des Großherzogtums Toskana und des Stato dei Presidi von Adolphus William Wards Cambridge Modern History Atlas, 1912.

1646 plante Kardinal Mazarin nach einigen Erfolgen der Spanier im Mittelmeer eine Expedition, um den spanischbeherrschten Stato dei Presidi zu erobern. Damit sollten die spanischen Kommunikationslinien mit dem Königreich Neapel unterbrochen und so der Ausgangspunkt des spanischen Militärkorridor, der sogenannten spanischen Straße, bedroht werden. Ebenso sollte Papst Innozenz X. eingeschüchtert werden, dessen Sympathien für die Spanier Mazarin missfielen. Zu diesem Zweck wurde unter dem jungen Admiral Marquis de Brézé eine Flotte in Toulon versammelt. Sie bestand aus 36 Galeonen, 20 Galeeren und einer großen Anzahl an kleineren Schiffen und transportierte eine Armee aus 8.000 Mann Infanterie, 800 Kavalleristen mitsamt ihrer Bagage und ihrem Kommandanten Thomas-Franz von Savoyen, der früher schon in Diensten der spanischen Krone gestanden hatte.
Orbetello wurde auf einer Nehrung zwischen zwei inneren Buchten einer großen Lagune errichtet. Verschiedene Befestigungen Stellungen schufen eine starke Verteidigungsstellung: Porto Ecole im Osten, San Stefano im Westen und das Fort San Filippo auf der Monte-Argentario-Halbinsel, die mit dem Festland durch einen schmalen Isthmus verbunden. Letztlich landete die französische Armee bei Talamone, wo Brézé für den Prinzen von Savoyen ein halbes Dutzend Schiffe und Galeeren zurückließ, um die Festungen der Stadt zu bombardieren. Unterdessen begab er sich nach Porto San Stefano mit fünf Fregatten und vier Galeeren und beschoss das Fort bis zu deren Kapitulation. Nach dem Verlust dieser Stellungen zog sich Don Carlo de la Gatta, der Kastellan von Orbetello, in die Klause von Cristo zurück. Der Isthmus konnte dank einer Batterie, die auf den französischen Galeeren installiert worden war, eingenommen werden und bald war die Lagune voll mit bewaffneten Booten, die Jean-Paul de Saumeur um sich versammelt hatte. Don Carlo de la Gatta, der von knapp 200 spanischen und italienischen Soldaten unterstützt wurde, hatte nur schlechte Chancen, ohne Unterstützung lange Widerstand zu leisten. Eine eilig aus Neapel entsandte Entsatzungsstreitmacht aus 35 Booten und fünf eskortierenden Galeeren mit Munition und Nachschub wurde geschlagen. Somit stand eine größere Flottenoperation zu erwarten.
Als die Nachrichten über die Belagerung Spanien erreichten, gab Philipp IV. Befehle, eine Entsatzungsflotte zusammenzustellen. Gebrauchtwaren wurden in den Niederlanden erworben und Sondersteuern wurde im ganzen Land eingetrieben. Der Oberbefehl über die Expeditionsstreitkräfte wurde dem portugiesischen Loyalisten Miguel de Noronha, Graf von Linhares anvertraut, der Generalkapitän der Galeeren im Mittelmeer und daher Oberbefehlshaber der spanischen Seestreitkräfte im Mittelmeer war. Er erhielt den Befehl, mit 22 Fregatten der Silberflotte und der Dünkirchenschwadron nach Orbetello zu segeln. Mindestens 3.300 Soldaten gingen an Bord dieser Schiffe, um zur Entsatzung beizutragen. Linhares' Stellvertreter war Admiral General Francisco Díaz de Pimienta, der kurz zuvor, verärgert über seine Rolle als „ewiger Zweiter“ aus dem Dienst geschieden war, indem er gesundheitliche Probleme vorgeschoben hatte. Während Linhares das Kommando über die Galeeren haben sollte, sollte Pimienta die Segelschiffe befehligen. Sobald die Flotte auf See war, vereinigte sie sich vor dem sardinischen Capo Carbonara mit 18 Galeeren aus der Schwadron von Neapel, Sardinien, Sizilien und Genua, was die Gesamtstärke der Flotte auf 22 Galeonen und Fregatten und 30 Galeeren erhöhte. Großadmiral Jean Armand de Maillé-Brézé konnte in der Zwischenzeit durch die Divisionen von Montade und
Saint-Tropez verstärkt werden, sodass er Linhares und Pimienta mit 24 Segelschiffen und 20 Galeeren entgegentreten konnte.

## Schlacht

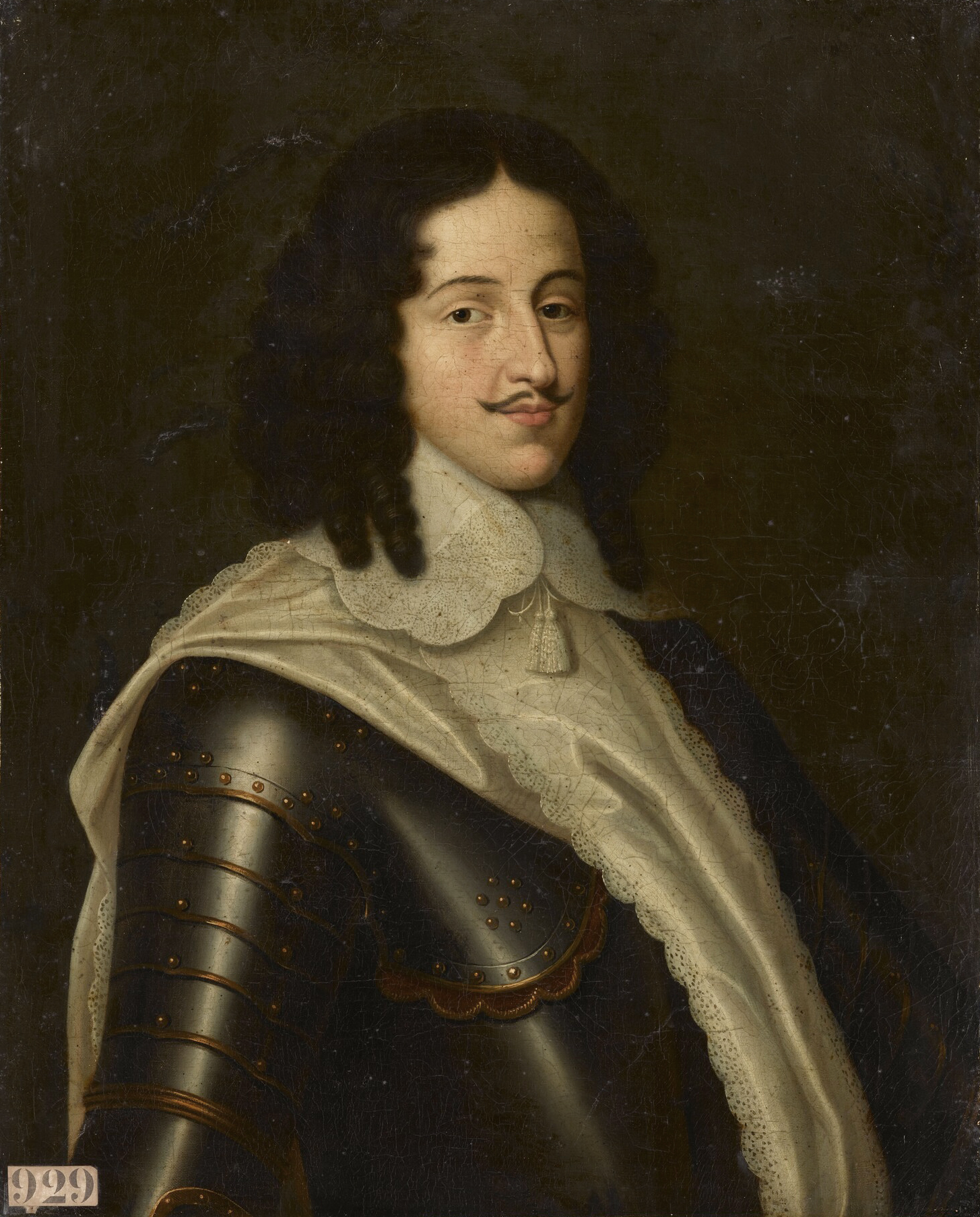
Jean Armand de Maillé-Brézé (Schloss Versailles)

In der Morgendämmerung des 14. Juni hielt die spanische Flotte auf die Insel Giglio zu, achtern die Galeonen und die Galeeren als Vorhut und acht zurückgehaltenen Schiffen, die die Formation schlossen. Admiral Brézé formierte seine Flotte kurz darauf in einer Linie, in der sich Galeonen und Galeeren abwechselten, und segelte in einer sanften Brise westwärts, um zu Linhares' Schiffen aufzuschließen. Gegen 21:00 Uhr hatte Brézé sich den Spaniern bis auf vier Meilen genähert, als die Galeonen beider Flotten wegen der Windstille von den Galeeren geschleppt werden mussten, während sie auf ein Auffrischen des Windes warteten. Brézé befaqnd sich mit seinem Flaggschiff, der Grand Saint-Louis an der Spitze der Schlachtreihe, flankiert von Vizeadmiral Louis de Foucault de Saint-Germain Beaupré, Comte du Daugnon auf der La Lune und Konteradmiral Jules de Montigny auf der Le Soleil. Die Grand Saint-Louis wurde von der Galeere Patrone unter dem Befehl von Generalleutnant Vinguerre gezogen. 15 weitere Schiffe bildeten die französische Schlachtreihe, jedes gezogen von einer Galeeren. Montades aus sechs Schiffen bestehende Division wurde in Reserve gehalten. Beide Flotten segelten aneinander entlang, bis Linhares dank seiner größeren Anzahl an Galeeren seine Schiffe vor den Wind bringen konnte und so auf die französische Linie zuhalten konnte. Er versuchte, die Linie zu überrennen und zwischen zwei Salven zu erwischen. Linhares musste Pimientas Flagggaleone Santiago ziehen; Don Álvaro de Bazán del Viso, General der neapolitanischen Galeeren, hatte die Galeone Trinidad, das Flaggschiff von Admiral Pablo de Contreras, im Schlepptau, und Enrique de Benavides, der General der sizilianischen Galeeren, schleppte andere große spanische Galeonen.
Brézé konnte so nicht seine Brander gegen die spanischen Großschiffe einsetzen, wie er es bei seinen Siegen von Cádiz, Barcelona und Cartagena getan hatte. Also stürzte er sich auf Pimientas Santiago und durchlöcherte sie mit seiner Artillerie. Die Santiago verlor ihren Hauptmasten und war auf den Beistand von Linhares und Pablo de Contreras angewiesen. Aus Angst vor dem Angriff der französischen Brander oder der Enterung durch Brézés Galeeren, deckte Contreras die beschädigte Galeone an der Spitze von sechs Schiffen, während Linhares’ Flagggaleere sie außer Gefahr schleppte. Die verbleibenden Schiffe verwickelten Brézé in einen ergebnislosen Kampf, der andauerte, bis sich beide Flotten in der Abenddämmerung trennten. Die Spanier verloren die Fregatte Santa Catalina, die von ihrer eigenen Crew in Brand gesetzt worden war, um die Eroberung durch die Franzosen zu verhindern, nachdem das Schiff von der französischen La Mazarine und drei anderen Schiffen eingekreist worden war. Die an vorderster Front kämpfenden Galeonen Testa de Oro, León Rojo and Caballo marino erlitten schwere Schäden, während ein französischer Brander explodierte. Zwei französische Galeonen wurden ebenfalls schwer beschädigt. Der Verlust an Menschenleben in der spanischen Flotte ist unbekannt. 40 Mann wurden an Bord der französischen Schiffe getötet oder verwundet. Einer von ihnen war Admiral Brézé, der von einer Kanonenkugel zerschmettert wurde, die das Heck seines Flaggschiffes Grand Saint Louis traf.
Am folgenden Morgen trennten die spanische und die französische Flotte 12 Meilen. Comte du Daugnon, Brézés Nachfolger, entschloss sich nach Porto Ercole zu segeln, um dort Reparaturen vornehmen zu lassen, anstatt die spanische Flotte zu verfolgen, die Zuflucht hinter der Insel Giglio gesucht hatte. Linhares jagte ihm den ganzen 15. und den halben 16. Juni nach. Vier französische Versorgungsschiffe, die von der Abfahrt der Hauptflotte nichts mitbekommen hatten, wurden von der spanischen Flotte mitten in der Nacht überrascht, konnte aber entkommen, indem sie Linhares’ Manövern folgten. Der spanische Admiral gab die Bestrebungen, Orbetello zu befreien, endgültig auf. Dies hatte sich als unmöglich erwiesen, weil des Nachts ein Sturm die meisten Schiffe zerstreut hatte. Einige von ihnen nahmen Zuflucht in Sardinien, andere bei Giglio oder Montecristo. Die Galeere Santa Bárbara sank vor Giglio, was den Tod von 46 Ruderern nach sich zog. Die Franzosen litten ebenfalls unter dem Sturm. Eine ihrer Galeeren, die La Grimaldi, sank vor Piombino, wenn auch ihre Besatzung und Artillerie von der spanischen Flotte an Bord genommen wurde. Ein anderes Schiff, die Saint-Dominique, blieb zusammen mit einem Brander zurück und wurde von Pimienta vor Capo Corso gefangen.

## Nachspiel

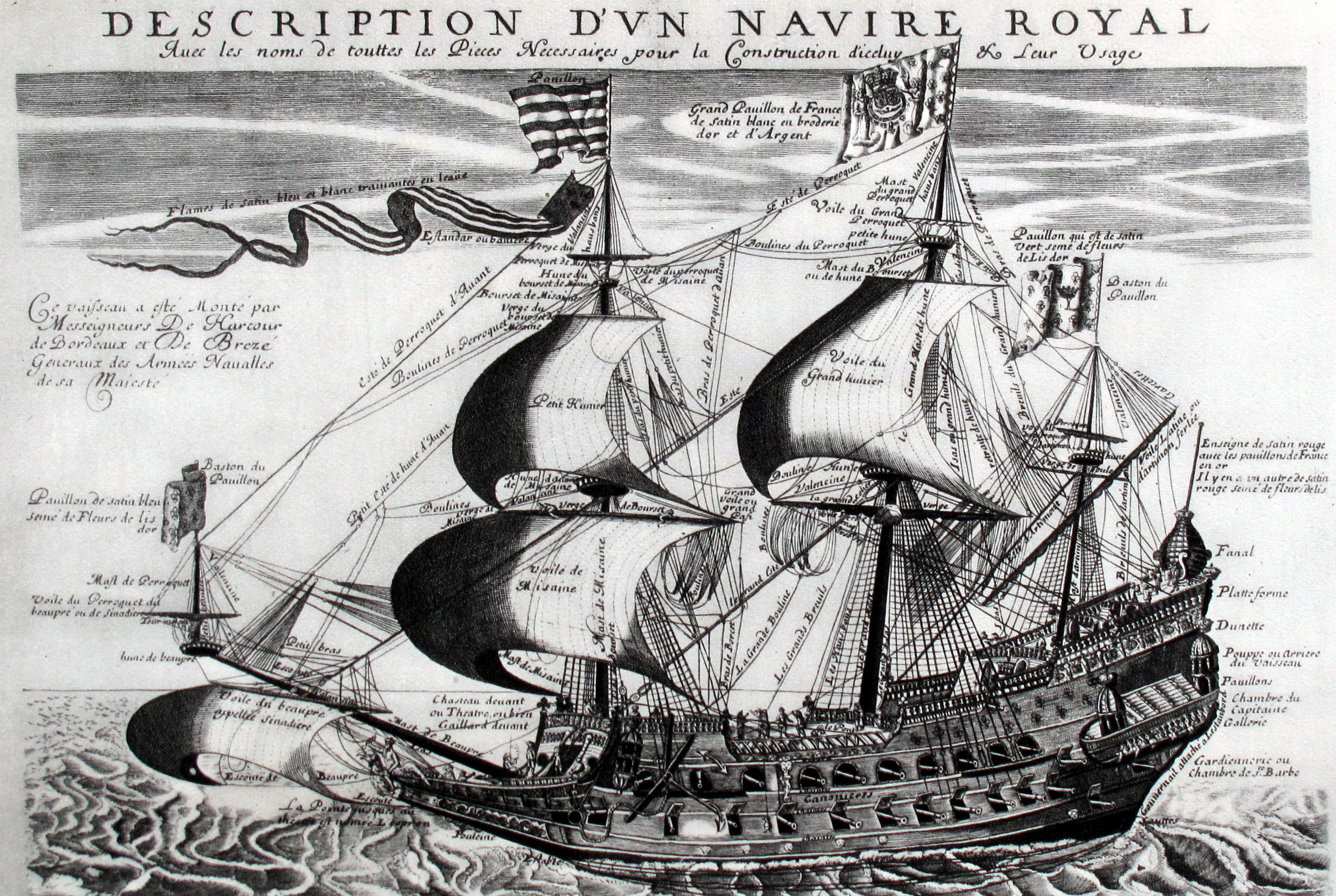
Die Grand Saint-Louis, auf der Admiral Maillé-Brézé in der Schlacht getötet wurde.

Am 23. Juni ging die spanische Flotte vor Porto Longone vor Anker. Dort wurde in einem Kriegsrat entschieden, Orbetello zu entsatzen, nachdem die wichtigsten Reparaturen vorgenommen worden wären. Zwei Tage später wurden verschiedene Dünkirchener weggeschickt, um den Hafen von Talamone zu bedrängen, und acht Schiffe aus Neapel trafen in Porto Santo Stefano ein, die um die 70 Tartanen und Lastkähne mit dem Nachschub für Prinz Thomas von Savoyens Armee zerstörten oder einnahmen. Unterdessen kehrte du Daugnon nach Toulon zurück. Trotz seinem Scheitern konnten später Nachschublieferungen an Bord von fünf Schiffen nach Talamone gebracht werden. Linhares' Versuche, den französischen Belagerungsring zu durchbrechen, blieben erfolglos. Linhares schiffte 3.300 Soldaten unter dem Kommando von Pimienta aus, der diese in zwei Korps unterteilte und auf die französischen Linien vorrückte. Der ersten Gruppe gelang es, einen Hügel einzunehmen, auf dem eine französische Kavallerieattacke zurückgeschlagen werden konnte, doch die zweite Gruppe wurde nach einer sechsstündigen Schlacht geschlagen und zum Rückzug auf die Schiffe gezwungen. 400 Verwundete wurden evakuiert; die Toten wurden auf dem Schlachtfeld zurückgelassen. Die Belagerung konnte nicht beendet werden, bis eine Armee unter dem Herzog von Arcos und dem Marquis von Torrecuso das Lager der Belagerer einen Monat später stürmte, bei dem über 7.000 Mann getötet oder gefangen genommen wurde und die gesamte Artillerie und der gesamte Tross in die Hände der Angreifer fiel. Dadurch erwies sich die gesamte französische Kampagne als Fehlschlag.
Unzufrieden mit dem Ausgang der Seeschlacht entließ Philipp IV., der erwartet hatte, dass die französische Flotte gänzlich zerstört werden würde, was die Ehre seiner Marine wiederhergestellt hätte, den Grafen von Linhares, Admiral Pimienta und andere Offiziere, setzte sie gefangen und klagte sie der Misswirtschaft und Preisgabe ihrer Truppen an. Linhares wurde durch Luis Fernández de Córdoba, Pimienta durch Jerónimo Gómez de Sandoval und Bazán del Viso durch Giannettino Doria ersetzt. Ebenso berief Philipp IV. seinen 17-jährigen illegitimen Sohn Juan José de Austria zum Príncipe de la mar, dem Kommandeur aller spanischen Seestreitkräfte und gab ihm umfassende Befehle und Befugnisse, um die mangelhafte Befehligung der spanischen Marine zu beenden. Das französische Scheitern bei Orbetello trug maßgeblich dazu bei, den französischen Einfluss in Italien zu verringern. Infolgedessen konnten 6.000 Soldaten von Neapel nach Valencia gebracht werden, um in Katalonien gegen die französischen Armeen zu kämpfen. Im September gelang es mit portugiesischer Unterstützung einer französischen Expeditionsstreitkraft unter Armand-Charles de La Porte, Duc de La Meilleraye, die Festungen von Piombino und Porto Longone einzunehmen, was Francesco I. d’Este, den Herzog von Modena dazu veranlasste, sein Bündnis mit Spanien zu beenden und sich Frankreich zuzuwenden.